# Akrotíri (village)
Akrotíri (grec moderne : Ακρωτήρι) est un village de Chypre de plus de 870 habitants.